# Julien Romain
Julien Romain (Bastia, 23 febbraio 1996) è un calciatore francese, attaccante del Porto Vecchio.

## Carriera
È cresciuto nelle giovanili del Bastia, club con cui ha esordito nella massima serie francese nel 2014.

## Statistiche

### Presenze e reti nei club
Statistiche aggiornate al 24 novembre 2021.
| Stagione               | Squadra                | Campionato             | Campionato | Campionato | Coppe nazionali | Coppe nazionali | Coppe nazionali | Coppe continentali | Coppe continentali | Coppe continentali | Altre coppe | Altre coppe | Altre coppe | Totale | Totale |
| Stagione               | Squadra                | Comp                   | Pres       | Reti       | Comp            | Pres            | Reti            | Comp               | Pres               | Reti               | Comp        | Pres        | Reti        | Pres   | Reti   |
| ---------------------- | ---------------------- | ---------------------- | ---------- | ---------- | --------------- | --------------- | --------------- | ------------------ | ------------------ | ------------------ | ----------- | ----------- | ----------- | ------ | ------ |
| 2014-2015              | Bastia                 | L1                     | 1          | 0          | CF+CdL          | 0               | 0               |                    | -                  | -                  |             | -           | -           | 1      | 0      |
| 2015-2016              | Bastia                 | L1                     | 5          | 2          | CF+CdL          | 2+0             | 0               |                    | -                  | -                  |             | -           | -           | 7      | 2      |
| 2016-gen. 2017         | Gazélec Ajaccio        | L2                     | 11         | 0          | CF+CdL          | 0+1             | 0               |                    | -                  | -                  |             | -           | -           | 12     | 0      |
| gen.-giu. 2017         | Pau                    | N                      | 14         | 4          |                 | -               | -               |                    | -                  | -                  |             | -           | -           | 14     | 4      |
| 2017-2018              | Bastia                 | N3                     | 10         | 1          |                 | -               | -               |                    | -                  | -                  |             | -           | -           | 10     | 1      |
| Totale Bastia          | Totale Bastia          | Totale Bastia          | 16         | 3          |                 | 2               | 0               |                    | -                  | -                  |             | -           | -           | 18     | 3      |
| 2020-2021              | Furiani-Agliani        | N3                     | 3          | 3          | CF              | 1               | 2               |                    | -                  | -                  |             | -           | -           | 4      | 5      |
| 2021-2022              | Furiani-Agliani        | N3                     | 0          | 0          |                 | -               | -               |                    | -                  | -                  |             | -           | -           | 0      | 0      |
| Totale Furiani-Agliani | Totale Furiani-Agliani | Totale Furiani-Agliani | 3          | 3          |                 | 1               | 2               |                    | -                  | -                  |             | -           | -           | 4      | 5      |
| Totale carriera        | Totale carriera        | Totale carriera        | 44         | 10         |                 | 4               | 2               |                    | -                  | -                  |             | -           | -           | 48     | 12     |